# Erbe

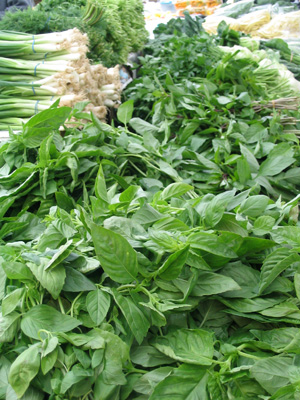
Basilico e cipolletta

In senso generico, le erbe sono delle piante utilizzate per i prodotti alimentari, gli aromi, la medicina e i profumi.
L'uso culinario del termine considera generalmente come erbe le parti della foglia verde (secca o fresca) rispetto alle spezie, che invece sono prodotte da altre parti della pianta, come semi, bacche, radici, frutti o cortecce, di solito essiccate.
In botanica si usa il termine erbe come plurale di erba, ossia per indicare le piante erbacee.
Le erbe hanno una varietà di usi oltre a quello culinario: sono impiegati per la medicina e in alcuni casi anche per l'uso spirituale. L'utilizzo generale del termine "erbe" differisce infatti tra erbe aromatiche e le erbe medicinali. In uso medicinale o spirituale qualsiasi delle parti della pianta potrebbero essere considerate "erbe"; tra le quali foglie, radici, fiori, semi, resine, cortecce, frutti e talvolta, il pericarpo o altre parti della pianta.

## Erbe culinarie o aromatiche

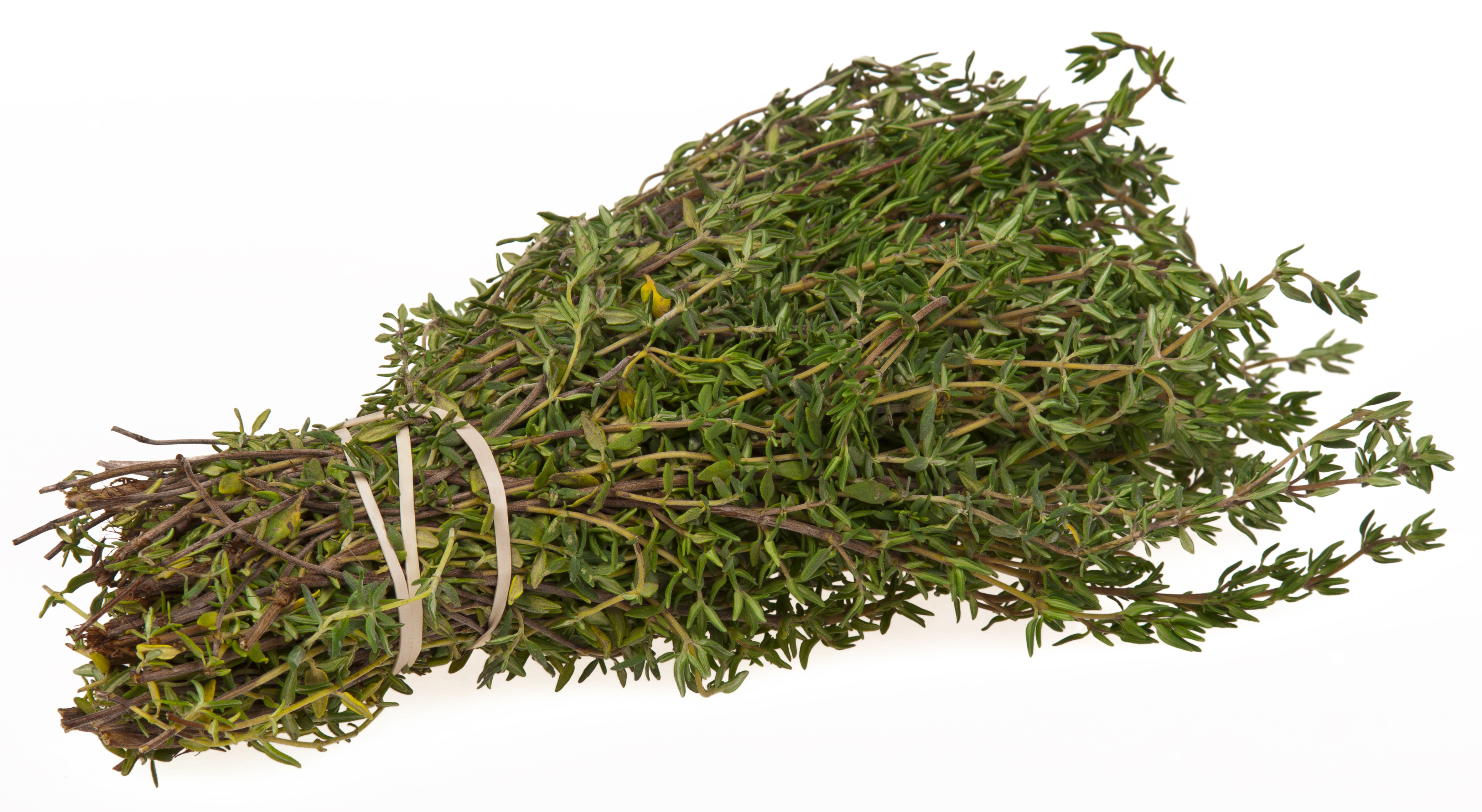
Rametti di timo

Le erbe aromatiche si distinguono dalle verdure e, come le spezie, sono utilizzate in piccole quantità e forniscono aroma agli alimenti.
Le erbe aromatiche possono essere piante perenni come timo e lavanda, piante biennali come il prezzemolo e annuali come il basilico. Piante perenni possono essere anche arbusti come il rosmarino o alberi come l'alloro.  Alcune piante sono utilizzate sia come erbe che come spezie, come l'aneto e il coriandolo. Inoltre, ci sono alcune erbe, come quelle della famiglia della menta, che vengono utilizzati sia per scopi culinari che medicinali.

## Erbe medicinali
Nel caso delle piante medicinali si parla di erbe medicinali e erbe officinali.
Alcune piante contengono composti fitochimici che hanno effetti sul corpo. Tali effetti possono verificarsi spesso se le erbe sono utilizzate in piccole quantità, dal momento in cui molte erbe, sono adottate in grandi quantità, possono portare a un sovraccarico tossico e quindi a complicazioni anche gravi, per questo le erbe medicinali vanno usate con molta cautela. A tal proposito, ad esempio, alcuni estratti di erbe, come l'estratto di erba di san Giovanni o l'erba di kava, possono essere usati per scopi medici per alleviare la depressione e lo stress.
Le erbe sono da tempo utilizzate come base della medicina tradizionale cinese a base di erbe, i cui primi utilizzi risalgono al primo secolo e.v. e molto prima. In India, il sistema medicinale chiamato ayurveda è basato su erbe. L'uso medicinale delle erbe nelle culture occidentali ha invece radici nel sistema di guarigione elementare di Ippocrate (Grecia). Altri storici erboristi famosi della tradizione occidentale sono Avicenna, Galeno, Paracelso, Nicholas Culpeper. I farmaci moderni ebbero origine dalle erbe medicinali e ancora oggi alcuni farmaci sono derivati da estratti di erbe crude trattate appositamente.
Alcune erbe contengono proprietà psicoattive che sono state utilizzate sia per scopi religiosi che ricreativi dall'uomo sin dagli inizi dell'Olocene, in particolare le foglie e gli estratti del cannabis e le piante di coca. La diffusione della cannabis è nata in Cina e Nord Africa, mentre quella della coca in Perù.

## Erbe alimurgiche
sono quelle erbe spontanee e selvatiche che possono essere raccolte e mangiate, essendo eduli cioè commestibili. vengono usate per preparare vari piatti in cucina o talvolta usate in sostituzione di un ortaggio simile.

## Erbe sacre
Le erbe sono utilizzate in molte religioni: la mirra e il franchincenso sono di uso comune nella religione ellenistica; si parla di fascino delle nove erbe nel paganesimo anglosassone; si usano foglie di neem, bael e curcuma nell'Induismo. Nel Rastafarianesimo anche la cannabis è considerata una pianta sacra.
Gli sciamani della Siberia utilizzano anch'essi le erbe, per scopi spirituali. Infine, i Cherokee nativi americani usano la salvia bianca e il legno di cedro per la pulizia spirituale.